# 費拉拉山
82°15′S 41°25′W / 82.250°S 41.417°W
費拉拉山（英語：Mount Ferrara）是南極洲的山峰，位於伊利沙伯女皇地，處於瓦卡冰原島峰東北面5公里，海拔高度875米，屬於阿根廷山脈中潘扎里尼山的一部分，在1956年1月13日由美國海軍發現和拍攝照片，現時由南極條約體系管理。